# Brasiliana

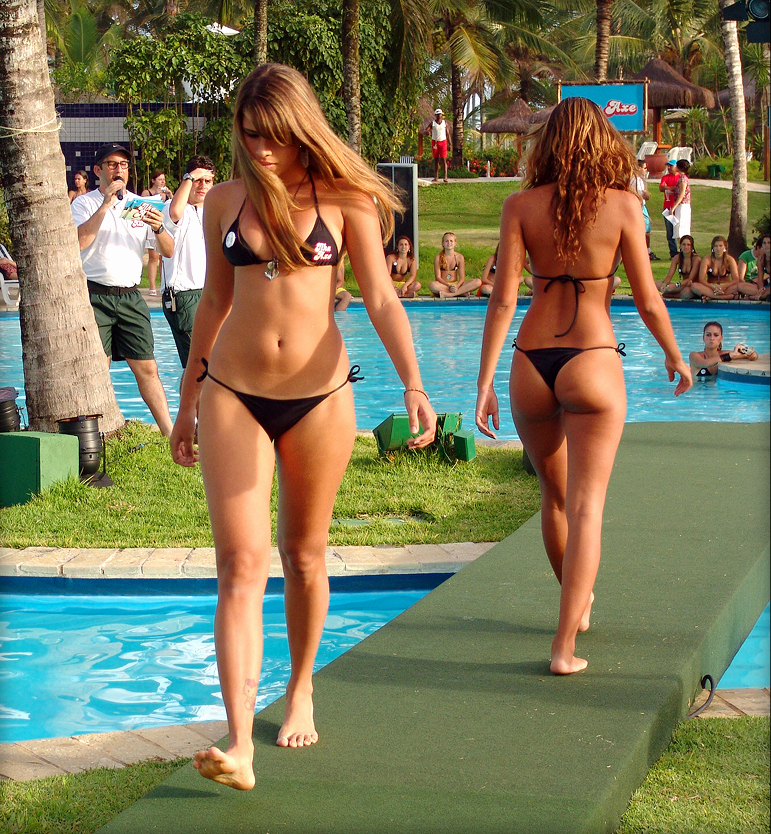
Due ragazze con addosso la brasiliana

La brasiliana è un indumento intimo che può essere definito come una via di mezzo tra un perizoma (con il quale viene spesso confuso nell'uso quotidiano della parola) e uno slip molto sgambato, con la parte che copre i fianchi che si unisce dietro formando un triangolo, dal quale parte una striscia di stoffa che passa tra le natiche.

## Descrizione e varianti
A volte viene confusa con il tanga che invece è un indumento intimo molto sgambato, unita sui fianchi da un elastico molto sottile di non più di 1 cm di altezza e con la parte posteriore che è più piccola di quella anteriore e lascia scoperta gran parte delle natiche.
La parte posteriore della brasiliana, dunque, pur essendo molto più succinta di quella di uno slip, copre comunque una parte del sedere, a differenza del perizoma che invece lo lascia quasi totalmente nudo.
Secondo alcuni, un buon modo per distinguere i tre modelli è quello secondo il quale nella sua forma "canonica" la brasiliana ha un pannello anteriore e un pannello posteriore praticamente delle stesse dimensioni; nello slip, invece, il pannello posteriore è più grande, mentre infine nel perizoma esso è molto più piccolo, essendo costituito solo da una sottile striscia di tessuto.
Secondo altri, invece, il "dietro" ha forma di 2 semicerchi formati da pizzo o microfibra tipo "ali di gabbiano" posti alla metà dell'altezza della natica. Un'altra forma è a triangolo ma con pizzo, o bordi con pizzo, raramente di stoffa; può essere in microsilk taglio laser con bordi ondulati non in pizzo. Questa forma copre un po' di più le natiche ma non quanto lo slip. Esistono anche modelli di costume da bagno, sia interi che due pezzi, costruiti nella parte inferiore come una brasiliana.

## Altre versioni
- Esistono anche i Perizoma a Brasiliana , e sono riconoscibili dal pizzo che ricopre la fascia sotto la zona dei reni.
- Per quanto riguarda lo Slip a brasiliana, il pannello anteriore è più piccolo di quello posteriore che generalmente è costituito da pizzo.
- Esiste anche una versione di coulotte-shorts a brasiliana dove il dietro lambisce completamente le natiche ed è formato da pizzo o microsilk taglio laser di forma ondulata che ricorda la forma del pizzo.